# 新玻利維亞

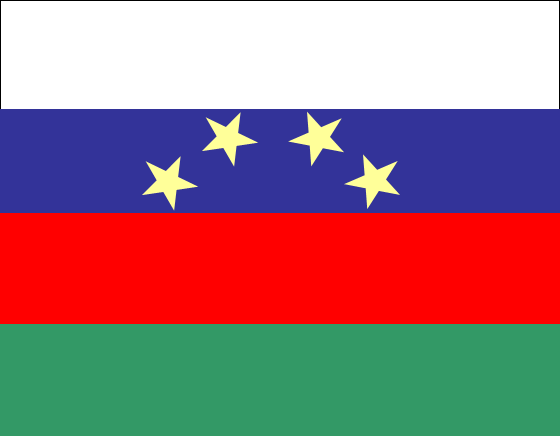

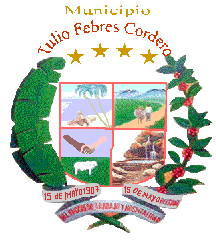

新玻利維亞（西班牙語：Nueva Bolivia），是委內瑞拉的城鎮，位於該國西部梅里達州，是圖利奧費布雷斯科爾德羅市的首府，距離埃爾比希亞97公里，始建於1928年，海拔高度86米。